# Season Hubley
Susan Season Hubley (* 14. März 1951 in New York City) ist eine US-amerikanische Schauspielerin. Zwischen 1972 und 1998 spielte sie in rund 50 Filmproduktionen in Kino und Fernsehen mit. Darunter in Hardcore – Ein Vater sieht rot, Die Klapperschlange, Nachtratten oder Prettykill.

## Leben und Karriere
Season Hubley wurde als Susan Season Hubley in New York City als Tochter von Julia Kaul (geb. Paine) und Grant Shelby Hubley, einem Schriftsteller und Unternehmer geboren. Ihr Bruder ist der Schauspieler Whip Hubley. Sie hat auch eine Schwester, Sally Hubley.
Hubley begann ihre Schauspielkarriere Anfang der 1970er Jahre mit kleineren Nebenrollen in Filmen wie Lolly-Madonna XXX von Richard C. Sarafian und Patrick McGoohans Musical-Drama Catch My Soul. Zwischen 1974 und 1978 spielte sie in Episoden von namhaften US-amerikanischen Fernsehserien mit, darunter Kung Fu (1974) mit David Carradine, Eine amerikanische Familie (1976–1977), Starsky und Hutch (1977), Einsatz in Manhattan (1977) oder der Fernsehminiserie Loose Change.
1979 sah man sie an der Seite von George C. Scott in Paul Schraders Drama Hardcore – Ein Vater sieht rot. Noch im gleichen Jahr erhielt sie die Rolle der Priscilla Presley in John Carpenters Fernsehverfilmung Elvis – The King, dem Porträt der Rock-’n’-Roll-Legende Elvis Presley. Dort spielte sie neben ihrem späteren Ehemann Kurt Russell, den sie im März 1979 heiratete. 1981 spielte sie erneut an der Seite ihres Gatten in einer kleinen Nebenrolle in dem Science-Fiction Thriller Die Klapperschlange wiederum unter der Regie von John Carpenter. Nur wenige Monate vor den Dreharbeiten zu Die Klapperschlange hatte Season Hubley den gemeinsamen Sohn Boston Russell (* 1980) des Ehepaars zur Welt gebracht. Für Hubley war der Actionfilm Die Klapperschlange die erste Schauspielarbeit, die sie nach der Geburt wieder annahm. 1982 besetzte sie der Regisseur Gary Sherman in der weiblichen Hauptrolle in dem Actionthriller Nachtratten. Die Ehe mit Russell wurde im Mai 1983 geschieden.
Während der 1980er und 1990er Jahre spielte sie in einer Reihe von Fernsehfilmen und Fernsehserien mit. In Kinoproduktionen sah man sie nur noch selten. Ausnahmen bildeten unter anderem 1987 der Kriminalfilm Prettykill von Regisseur George Kaczender neben David Birney und Susannah York oder in John Quinns Drogenthriller Total Exposure – heißer Stoff aus Mexiko. Sie beendete ihre Filmkarrie 1998 mit der Kinoproduktion Kiss the Sky von Regisseur Roger Young neben Schauspieler-Kollegen wie William L. Petersen, Gary Cole und Terence Stamp.
Nach Kurt Russell war Season Hubley von 1992 bis 1994 mit David Hayball verheiratet.

## Filmografie (Auswahl)

### Kino
- 1973: Lolly-Madonna XXX
- 1974: Catch My Soul
- 1979: Hardcore – Ein Vater sieht rot (Hardcore)
- 1981: Die Klapperschlange (Escape from New York)
- 1982: Nachtratten (Vice Squad)
- 1987: Prettykill
- 1987: Stahl-Justiz (Steele Justice)
- 1989: Mein Sommer mit Caddie (Caddie Woodlawn)
- 1991: Total Exposure – heißer Stoff aus Mexiko (Total Exposure)
- 1998: Kinder des Zorns 5 – Feld des Terrors (Children of the Corn V: Fields of Terror)
- 1998: Kiss the Sky

### Fernsehen
- 1972: Bobby Jo and the Good Time Band
- 1972: Die Partridge Familie (Fernsehserie, 1 Episode)
- 1973: She Lives!
- 1974: The Healers
- 1974: Kung Fu (Fernsehserie, 2 Episoden)
- 1975: The Rookies (Fernsehserie, 1 Episode)
- 1976: Good Heavens (Fernsehserie, 1 Episode)
- 1976–1977: Eine amerikanische Familie (Fernsehserie, 4 Episoden)
- 1977: Starsky und Hutch (Fernsehserie, 1 Episode)
- 1977: Todesflug (SST: Death Flight)
- 1977: Einsatz in Manhattan (Fernsehserie, 1 Episode)
- 1977: Westside Medical (Fernsehserie, 1 Episode)
- 1977: Visions (Fernsehserie, 1 Episode)
- 1978: Loose Change (Fernsehminiserie)
- 1979: Elvis – The King (Elvis, Fernsehfilm)
- 1979: Violation – Die Ohnmacht des Opfers (Mrs. R's Daughter)
- 1983: Agatha Christie: Das Mörderfoto (A Caribbean Mystery)
- 1984: Hammer House of Mystery and Suspense (Fernsehserie, 1 Episode)
- 1984: The Three Wishes of Billy Grier
- 1985: Geheimcode: Rebecca (The Key to Rebecca)
- 1985: Unbekannte Dimensionen (Fernsehserie, 1 Episode)
- 1985: Alfred Hitchcock zeigt (Fernsehserie, 1 Episode)
- 1986: Under the Influence
- 1986: Frohe Weihnachten, Mrs. Kingsley (Christmas Dove)
- 1987: The Hitchhiker (Fernsehserie, 1 Episode)
- 1988: Sunset Strip (Shakedown on the Sunset Strip)
- 1988: Blue Skies (Fernsehserie, 1 Episode)
- 1990: Mord ist ihr Hobby (Fernsehserie, 1 Episode)
- 1990: Abgründe des Lebens (Unspeakable Acts)
- 1990: Luke, der einzige Zeuge (Child in the Night)
- 1990: Das vergessene Volk (Vestige of Honor)
- 1991: CBS Schoolbreak Special (Fernsehserie, 1 Episode)
- 1992: Robosaurus (Steel Justice)
- 1992: Stepfather III – Vatertag (Stepfather III)
- 1992–1994: All My Children (Fernsehserie, 8 Episoden)
- 1996: Brutale Liebe – und jeder schweigt (No One Would Tell)
- 1996: Das Grauen aus der Tiefe (Humanoids from the Deep)
- 1998: Beverly Hills, 90210 (Fernsehserie, 1 Episode)